# Miss Monde 2015
Miss Monde 2015 est la 65e élection de Miss Monde, qui s'est déroulée à Sanya, dans la province de Hainan, en Chine, le 19 décembre 2015. La gagnante, l'espagnole Mireia Lalaguna, succède ainsi à la sud-africaine Rolene Strauss, Miss Monde 2014.
C'est la 6e fois que le concours se déroule à Sanya, et la 7e en Chine.
C'est également la 1re fois depuis la création du concours, en 1951, qu'une candidate espagnole remporte la couronne.

## Résultats

### Classement final
| Résultats finaux | Candidates |
| ---------------- | --- |
| Miss Monde 2015  | - Espagne – Mireia Lalaguna |
| 1re dauphine     | - Russie – Sofia Nikitchouk |
| 2e dauphine      | - Indonésie – Maria Harfanti |
| Top 5            | - Liban – Valerie Abou Chacra - Jamaïque – Sanneta Myrie |
| Top 11           | - France – Hinarere Taputu - Afrique du Sud – Liesl Laurie - Australie – Tess Alexander - Guyana – Lisa Punch - Philippines – Hillarie Parungao - Viêt Nam – Trần Ngọc Lan Khue |
| Top 20           | - Pays-Bas - Brésil - Kazakhstan - Pologne - Nouvelle-Zélande - Chine - Soudan du Sud - Écosse - Équateur - Irlande du Nord                                                     |

### Les Reines Continentales
| Continents | Candidates                      |
| Afrique    | - Afrique du Sud – Liesl Laurie |
| Amériques  | - Brésil – Catharina Choi Nunes |
| Asie       | - Indonésie – Maria Harfanti    |
| Caraïbes   | - Jamaïque – Sanneta Myrie      |
| Europe     | - Espagne – Mireia Lalaguna     |
| Océanie    | - Australie – Tess Alexander    |

### Ordre d'annonce des finalistes
| 1. Russie 2. Indonésie 3. Philippines 4. Jamaïque 5. Guyana 6. France 7. Liban 8. Afrique du Sud 9. Espagne 10. Australie 11. Pays-Bas 12. Brésil 13. Kazakhstan 14. Pologne 15. Nouvelle-Zélande 16. Chine 17. Soudan du Sud 18. Écosse 19. Équateur 20. Irlande du Nord | 1. Russie 2. Philippines 3. Guyana 4. Liban 5. Espagne 6. Australie 7. Afrique du Sud 8. France 9. Jamaïque 10. Indonésie 11. Viêt Nam § | 1. Espagne 2. Russie 3. Indonésie 4. Liban 5. Jamaïque |

§ Choix du public.

## Compétitions[1]

### Sports & Fitness
| Résultats    | Candidates |
| Gagnante     | - Namibie – Steffi Van Wyk |
| 1re dauphine | - Seychelles – Linne Freminot |
| 2e dauphine  | - Guam – Aria Perez Theisen |
| 3e dauphine  | - Kazakhstan – Regina Vandysheva |
| 4e dauphine  | - Samoa – Latafale Auva'a |
| Top 24       | Équipe Jaune : - République tchèque – Andrea Kalousová - Bermudes – Alyssa Rose - Curaçao – Alexandra Krijger - Australie – Tess Alexander - Danemark – Jessica Hvirvelkær - Botswana – Seneo Mabengano Équipe Bleue : - Fidji – Brittany Hazelman - France – Hinarere Taputu - République dominicaine – Cinthya Núñez - Éthiopie – Kisanet Teklehaimanot Équipe Orange : - Nouvelle-Zélande – Deborah Lambie - Serbie – Marija Ćetković - Norvège – Fay Teresa Vålbekk - Kenya – Charity Mwangi - Nicaragua – Stefanía Alemán Équipe Rouge : - Espagne – Mireia Lalaguna - Turquie – Ecem Çırpan - Afrique du Sud – Liesl Laurie - Écosse – Mhairi Fergusson |
| Top 32       | Équipe Jaune : - Argentine – Daniela Mirón - Aruba – Nicole Van Tellingen Équipe Bleue : - Finlande – Carola Miller - Jamaïque – Sanneta Myrie Équipe Orange : - Roumanie – Natalia Onet - Lesotho – Relebohile Kobeli Équipe Rouge : - États-Unis – Victoria Mendoza - Ukraine – Khrystyna Stoloka |

### Top Model
| Résultats | Candidates |
| --------- | --- |
| Gagnante  | - Espagne – Mireia Lalaguna |
| Top 5*    | - France – Hinarere Taputu - Italie – Greta Galassi - Porto Rico – Keysi Vargas - Russie – Sofia Nikitchuk |
| Top 30*   | - Afrique du Sud – Liesl Laurie - Albanie – Kristina Bakiu - Argentine – Daniela Mirón - Australie – Tess Alexander - Autriche – Annika Grill - Brésil – Catharina Choi - Cameroun – Jessica Ngoua - Chine – Yuan Lu - Côte d'Ivoire – Andréa N'Guessan - Éthiopie – Kisanet Teklehaimanot - Géorgie – Nuka Karalashvili - Honduras – Gabriela Salazar - Inde – Aditi Arya - Irlande – Sacha Livingstone - Japon – Chika Nakagawa - Kazakhstan – Regina Vandycheva - Liban – Valerie Abou Chacra - Paraguay – Giovanna Cordeiro - Pays-Bas – Margot Hanekamp - Philippines – Hillarie Parungao - Pologne – Marta Pałucka - Soudan du Sud – Ajaa Monchol - Suède – Natalia Fogelund - Venezuela – Anyela Galante - Viêt Nam – Trần Ngọc Lan Khuê |

* Classement selon l'ordre alphabétique des pays.

### Talent
| Résultats    | Candidates |
| Gagnante     | - Guyana – Lisa Punch |
| 1re dauphine | - Malaisie – Brynn Lovett |
| 2e dauphine  | - Jamaïque – Sanneta Myrie |
| 3e dauphine  | - Paraguay – Giovanna Cordeiro |
| 4e dauphine  | - Samoa – Latafale Auva'a |
| Top 13*      | - Angleterre – Natasha Hemmings - Australie – Tess Alexander - Bermudes – Alyssa Rose - Curaçao – Alexandra Krijger - Îles Vierges britanniques – Sasha Wintz - Indonésie – Maria Harfanti - Pays de Galles - Emma Jenkins - Thaïlande – Thanyachanok Moonninta |

* Classement selon l'ordre alphabétique des pays.

### Multimédia
| Résultats | Candidates                                                                                               |
| --------- | --- |
| Gagnante  | - Philippines – Hillarie Parungao                                                                        |
| Top 5     | - Inde – Aditi Arya - Jamaïque – Sanneta Myrie - Nouvelle-Zélande – Deborah Lambie - Guyana – Lisa Punch |

### Beauty with a Purpose
| Résultats | Candidates |
| Gagnante  | - Indonésie – Maria Harfanti |
| Top 10    | - Guyana – Lisa Punch - Népal – Evana Manandhar - Nicaragua – Stefanía Alemán - Tanzanie – Lilian Kamazima - Zambie – Michelo Malambo - Samoa – Latafale Auva'a - Russie – Sofia Nikitchuk - Salvador – Marcela Santamaria - Équateur – Camila Marañón |

### Interview
| Résultats    | Candidates |
| ------------ | --- |
| Gagnante     | - Liban – Valerie Abou Chacra |
| 1re dauphine | - Afrique du Sud – Liesl Laurie |
| 2e dauphine  | - Russie – Sofia Nikitchouk |
| 3e dauphine  | - France – Hinarere Taputu |
| 4e dauphine  | - Jamaïque – Sanneta Myrie |
| Top 10       | - Irlande du Nord – Leanne McDowell - Pays-Bas – Margot Hanekamp - Indonésie – Maria Harfanti - Philippines – Hillarie Parungao - Nigeria – Unoaku Anyadike |
| Top 20       | - Espagne – Mireia Lalaguna - Écosse – Mhairi Fergusson - Pologne – Marta Pałucka - Islande – Arna Ýr Jónsdóttir - Bosnie-Herzégovine – Marijana Markovic - Chine – Yuan Lu - Kazakhstan – Regina Vandycheva - Brésil – Catharina Choi Nunes - Géorgie – Nuka Karalashvili - Équateur – Camila Marañón |

## Prix spéciaux

### People's Choice Award
| Résultats | Candidates |
| --------- | --- |
| Gagnante  | - Viêt Nam – Trần Ngọc Lan Khuê |
| Top 5*    | - France – Hinarere Taputu - Inde – Aditi Arya - Liban – Valerie Abou Chacra - Thaïlande – Thanyachanok Moonninta |
| Top 10*   | - Cameroun – Jessica Ngoua - Équateur – Camila Marañón - Philippines – Hillarie Parungao - Russie – Sofia Nikitchuk - Venezuela – Anyela Galante |
| Top 25*   | - Afrique du Sud – Liesl Laurie - Australie – Tess Alexander - Bahamas – Chantel O'Brian - Belize – Jasmin Jael Rhamdas - Brésil – Catharina Choi Nunes - Colombie – Maria Alejandra López - Côte d'Ivoire – Andréa Kakou N'Guessan - Fidji – Brittany Hazelman - Gabon – Reine Ngotala - Indonésie – Maria Harfanti - Jamaïque – Sanneta Myrie - Kazakhstan – Regina Vanditcheva - Mexique – Yamelin Ramírez - Salvador – Marcela Santamaria - Samoa – Latafale Auva'a |

* Classement selon l'ordre alphabétique des pays.

### World Fashion Designer Dress
| Résultats | Candidates |
| --------- | --- |
| Gagnante  | - Viêt Nam – Trần Ngọc Lan Khuê |
| Top 10*   | - Bosnie-Herzégovine – Marijana Marković - Brésil – Catharina Choi - Côte d'Ivoire – Andréa N'Guessan - Guadeloupe – Arlène Tacite - Inde – Aditi Arya - Indonésie – Maria Harfanti - Italie – Greta Galassi - Mongolie – Anu Namshiryn - Porto Rico – Keysi Vargas |

* Classement selon l'ordre alphabétique des pays.

## Danses du Monde
| Candidates |
| - Chine – Yuan Lu - Paraguay – Giovanna Cordeiro - Samoa – Latafale Auva'a - Népal – Evana Manandhar - Zambie – Michelo Malambo - Slovaquie – Lujza Straková - France – Hinarere Taputu |

## Candidates
Il y a 114 candidates, soit 7 de moins qu'en 2014 et 13 de moins qu'en 2013.
| Pays / Territoire          | Nom                        | Âge    | Résidence                |
| -------------------------- | -------------------------- | ------ | ------------------------ |
| Afrique du Sud             | Liesl Laurie               | 24 ans | Johannesbourg            |
| Albanie                    | Daniela Pajaziti           | 18 ans | Durrës                   |
| Allemagne                  | Albjona Muharremaj         | 20 ans | Munich                   |
| Angleterre                 | Natasha Hemmings           | 19 ans | Cheshire                 |
| Argentine                  | Daniela Mirón              | 22 ans | Malargüe                 |
| Aruba                      | Nicole Van Tellingen       | 20 ans | Oranjestad               |
| Australie                  | Tess Alexander             | 23 ans | Brisbane                 |
| Autriche                   | Annika Grill               | 21 ans | Gmunden                  |
| Bahamas                    | Chantel O'Brian            | 21 ans | Nassau                   |
| Belgique                   | Leylah Alliët,             | 23 ans | Roulers                  |
| Belize                     | Jasmin Jael Rhamdas        | 19 ans | Belmopan                 |
| Bermudes                   | Alyssa Rose                | 22 ans | Hamilton                 |
| Bolivie                    | Vivian Serrano             | 22 ans | Santa Cruz               |
| Bosnie-Herzégovine         | Marijana Marković          | 20 ans | Prnjavor                 |
| Botswana                   | Seneo Paige Mabengano      | 19 ans | Selebi-Phikwe            |
| Brésil                     | Catharina Choi Nunes       | 25 ans | São Paulo                |
| Bulgarie                   | Simona Evguenieva          | 20 ans | Montana                  |
| Cameroun                   | Jessica Lydie Ngoua        | 24 ans | Douala                   |
| Chili                      | Fernanda Sobarzo           | 20 ans | Santiago                 |
| Chine                      | Yuan Lu                    | 21 ans | Shanghai                 |
| Chypre                     | Rafaéla Charalámpous       | 23 ans | Nicosie                  |
| Colombie                   | Maria Alejandra López      | 21 ans | Pereira                  |
| Corée                      | Jung Eun-ju                | 22 ans | Séoul                    |
| Costa Rica                 | Ángelica Reyes             | 20 ans | Pérez Zeledón            |
| Côte d'Ivoire              | Andréa Kakou N'Guessan     | 22 ans | Yamoussoukro             |
| Croatie                    | Maja Spahija               | 22 ans | Šibenik                  |
| Curaçao                    | Alexandra Krijger          | 18 ans | Willemstad               |
| Danemark                   | Jessica Josephina          | 18 ans | Aarhus                   |
| Écosse                     | Mhairi Fergusson           | 21 ans | Stirling                 |
| Équateur                   | Camila Marañón             | 20 ans | Chone                    |
| Espagne                    | Mireia Lalaguna            | 23 ans | Barcelone                |
| États-Unis                 | Victoria Mendoza           | 19 ans | Phoenix                  |
| Éthiopie                   | Kisanet Teklehaimanot      | 21 ans | Adigrat                  |
| Fidji                      | Brittany Hazelman          | 24 ans | Suva                     |
| Finlande                   | Carola Miller              | 23 ans | Helsinki                 |
| France                     | Hinarere Taputu            | 25 ans | Tahiti                   |
| Gabon                      | Reine Ngotala              | 18 ans | Nyanga                   |
| Géorgie                    | Nuka Karalashvili          | 24 ans | Tbilisi                  |
| Gibraltar                  | Hannah Bado                | 22 ans | Gibraltar                |
| Guadeloupe                 | Arlène Tacite              | 22 ans | Basse-Terre              |
| Guam                       | Aria Perez Theisen         | 19 ans | Barrigada                |
| Guatemala                  | María José Larrañaga       | 23 ans | Guatemala City           |
| Guinée                     | Mama Aïssata Diallo        | 18 ans | Conakry                  |
| Guyana                     | Lisa Punch                 | 23 ans | Georgetown               |
| Haïti                      | Seydina Allen              | 23 ans | Port-au-Prince           |
| Honduras                   | Gabriela Salazar           | 23 ans | Tegucigalpa              |
| Hongrie                    | Daniella Kiss              | 21 ans | Bag                      |
| Îles Vierges américaines   | Jahne Indira Massac        | 19 ans | Saint-Thomas             |
| Îles Vierges britanniques  | Sasha Wintz                | 18 ans | Tortola                  |
| Inde                       | Aditi Arya                 | 21 ans | New Delhi                |
| Indonésie                  | Maria Harfanti             | 23 ans | Yogyakarta               |
| Irlande                    | Sacha Livingston           | 20 ans | Antrim                   |
| Irlande du Nord            | Leanne McDowell            | 19 ans | Cookstown                |
| Islande                    | Arna Ýr Jónsdóttir         | 20 ans | Kópavogur                |
| Italie                     | Greta Galassi              | 18 ans | Rovereto                 |
| Jamaïque                   | Sanneta Myrie              | 24 ans | Kingston                 |
| Japon                      | Chika Nakagawa             | 20 ans | Niigata                  |
| Kazakhstan                 | Regina Vanditcheva         | 22 ans | Almaty                   |
| Kenya                      | Charity Mwangi             | 22 ans | Kiambu                   |
| Kirghizistan               | Tattiboubou Samidine-Kizi  | 20 ans | Bichkek                  |
| Lesotho                    | Relebohile Kobeli          | 19 ans | Maseru                   |
| Lettonie                   | Lāsma Zemene               | 20 ans | Riga                     |
| Liban                      | Valérie Abou Chacra        | 23 ans | Beyrouth                 |
| Macédoine                  | Emilija Rozman             | 24 ans | Skopje                   |
| Malaisie                   | Brynn Zalina Lovett        | 22 ans | Beaufort                 |
| Malte                      | Katrina Pavia              | 25 ans | Victoria                 |
| Maurice                    | Aurellia Bégué             | 19 ans | Port Louis               |
| Mexique                    | Yamelin Ramírez            | 22 ans | Navojoa                  |
| Moldavie                   | Anastasia Lacub            | 19 ans | Băcioi                   |
| Mongolie                   | Anu Namshiryn              | 24 ans | Oulan-Bator              |
| Monténégro                 | Nataša Milosavljević       | 23 ans | Kotor                    |
| Myanmar                    | Khin Yadanar Thein Myint   | 22 ans | Mandalay                 |
| Namibie                    | Steffi Van Wyk             | 20 ans | Windhoek                 |
| Népal                      | Evana Manandhar            | 23 ans | Kathmandou               |
| Nicaragua                  | Stefania Alemán            | 22 ans | Masatepe                 |
| Nigeria                    | Unoaku Anyadike            | 21 ans | Ibadan                   |
| Norvège                    | Fay Teresa Vålbekk         | 23 ans | Oslo                     |
| Nouvelle-Zélande           | Deborah Lambie             | 22 ans | Auckland                 |
| Ouganda                    | Nakiyaga Zahara Muhammad   | 23 ans | Kampala                  |
| Panama                     | Diana Jaén                 | 23 ans | Penonomé                 |
| Paraguay                   | Giovanna Cordeiro          | 26 ans | Asuncion                 |
| Pays-Bas                   | Margot Hanekamp            | 19 ans | Nijkerk                  |
| Pays de Galles             | Emma Jenkins               | 22 ans | Llanelli                 |
| Pérou                      | Karla Chocano              | 24 ans | La Libertad              |
| Philippines                | Hillarie Danielle Parungao | 24 ans | Solano                   |
| Pologne                    | Marta Palucka              | 23 ans | Sopot                    |
| Portugal                   | Rafaela Pardete            | 25 ans | Setúbal                  |
| Puerto Rico                | Keysi Marie Vargas         | 23 ans | Quebradillas             |
| République dominicaine     | Cynthia Núñez              | 22 ans | San Francisco de Macorís |
| République tchèque         | Andrea Kalousová           | 18 ans | Jaroměř                  |
| Roumanie                   | Natalia Onet               | 26 ans | Satu Mare                |
| Russie                     | Vladislava Evtouchenko     | 19 ans | Tchita                   |
| Saint-Christophe-et-Niévès | Jackiema Flemming          | 22 ans | Basseterre               |
| Salvador                   | Marcela Santamaria         | 23 ans | San Salvador             |
| Samoa                      | Latafale Auva'a            | 22 ans | Apia                     |
| Serbie                     | Marija Ćetković            | 20 ans | Belgrade                 |
| Seychelles                 | Linne Freminot             | 22 ans | Mahé                     |
| Singapour                  | Charity Lu Lu Seng         | 20 ans | Singapour                |
| Slovaquie                  | Lujza Straková             | 21 ans | Banská Bystrica          |
| Slovénie                   | Mateja Kociper             | 23 ans | Maribor                  |
| Soudan du Sud              | Ajaa Kiir Monchol          | 22 ans | Djouba                   |
| Sri Lanka                  | Thilini Amarasuriya        | 20 ans | Colombo                  |
| Suède                      | Natalia Fogelund           | 21 ans | Göteborg                 |
| Tanzanie                   | Lilian Kamazima            | 18 ans | Arusha                   |
| Thaïlande                  | Thanyachanok Moonninta     | 22 ans | Chiang Mai               |
| Trinité-et-Tobago          | Daniella Walcott           | 24 ans | Diego Martin             |
| Tunisie                    | Marwa Heny                 | 22 ans | Sidi Bouzid              |
| Turquie                    | Ecem Çırpan                | 18 ans | Bursa                    |
| Ukraine                    | Khrystyna Stoloka          | 18 ans | Kiev                     |
| Uruguay                    | Sherika De Armas           | 18 ans | Montevideo               |
| Venezuela                  | Anyela Galante             | 24 ans | Guanare                  |
| Vietnam                    | Trần Ngọc Lan Khuê         | 22 ans | Hô-Chi-Minh-Ville        |
| Zambie                     | Michelo Malambo            | 23 ans | Ndola                    |
| Zimbabwe                   | Annie Grace Mutambu        | 19 ans | Harare                   |